# Amphiura trisacantha
Amphiura trisacantha är en ormstjärneart som beskrevs av Hubert Lyman Clark 1928. Amphiura trisacantha ingår i släktet Amphiura och familjen trådormstjärnor. Inga underarter finns listade i Catalogue of Life.